# 門羅縣 (威斯康辛州)
門羅縣（英語：Monroe County）是美國威斯康辛州西部的一個縣。面積2,352平方公里。根據美國2000年人口普查，共有人口40,899。縣治斯巴達。
成立於1854年，縣名紀念第五任總統詹姆斯·門羅。